# Остёр (приток Сожа)
Остёр (бел. Асцёр) — река в Смоленской области России, в низовье по ней проходит граница с Могилёвской областью Беларуси, левый приток Сожа (бассейн Днепра).

## Описание
Длина 274 км, площадь водосборного бассейна — 3490 км². Исток на Смоленской возвышенности в юго-восточная части Починковского района между деревнями Белик и Шмаково. Протекает по территории Починковского, Рославльского, Шумячского районов и города Рославль. В верхнем течении пойма реки заболочена, изобилует старицами. В среднем сужается до 40-50 метров и углубляется. Берега изрезаны оврагами и балками. В нижнем течении пойма расширяется до 1,5-2 км. Питание преимущественно снеговое. Среднегодовой расход воды — в 36 км от устья 20,8 м³/с. Замерзает в ноябре — начале января, вскрывается в конце марта — апреле.

## Притоки
(указано расстояние от устья)
- ручей Дебрица (пр)
- ручей Ольшаница (лв)
- ручей Перепелевка (лв)
- ручей Скоровка (лв)
- ручей Солна (пр)
- ручей Липовка (лв)
- ручей Чёрный (пр)
- ручей Есенок (лв)
- ручей Надворка (лв)
- ручей Хортань (лв)
- 34 км: река Острик (пр)
- 217 км: река Медня (лв)
- 214 км: река Поляша (лв)
- 211 км: река Большая Навля (лв)
- 200 км: река Перенка (лв)
- 15 км: река Становка (лв)
- ручей Радуга (пр)
- 175 км: река Колодня (лв)
- 157 км: река Крапивня (пр)
- 155 км: река Стометь (пр)
- ручей Поповка (лв)
- 150 км: ручей Колпеница (лв)
- 141 км: река Теребревка (пр)
- ручей Крущевка (лв)
- ручей Слободка (пр)
- 126 км: река Рыдыга (лв)
- 125 км: река Чёрная Рыдыга (лв)
- 103 км: река Шумячка (лв)
- ручей Каменка (пр)
- 96 км: река Ширбаширка (пр)
- ручей Сукременка (пр)
- 78 км: река Немка (пр)
- 72 км: река Смородинка (лв)
- ручей Прейда (лв)
- 59 км: река Селянка (лв)
- ручей Безустья (лв)
- ручей Лютня (лв)
- 36 км: река Сосновка (лв)
- ручей Хрыновец (пр)
- 20 км: река Песчанка (пр)